# Rhacolepis
Rhacolepis es un género extinto de peces de la familia Pachyrhizodontidae.

## Descripción
Género de peces teleósteos (aletas radiadas) cuyas vértebras contaban con unos tipos de anillos de crecimiento. Vivió hace más de 113 millones de años y contaba con un tamaño aproximado de 15-20 cm de longitud (5,90-7,87 pulgadas). Según estudios, los ejemplares de este género presentaban cinco válvulas (mucho más que los teleósteos actuales los cuales presentan solo una). Contaba con escamas a lo largo de su cuerpo, estas tenían forma circular y además eran gruesas. Este tipo de pez era muy similar a las truchas modernas.

## Distribución y hábitat
Los fósiles de este género se han encontrado en varias formaciones ubicadas en el distrito de Santana y el estado de Ceará, en Brasil. Habitaba en aguas poco profundas donde se alimentaba de pequeños camarones y de otros peces de menor tamaño.